# Quận Wilson, Texas
Quận Wilson (tiếng Anh: Wilson County) là một quận trong tiểu bang Texas, Hoa Kỳ. Quận lỵ đóng ở thành phố Floresville6. Theo kết quả điều tra dân số năm 2000 của Cục điều tra dân số Hoa Kỳ, quận có dân số 32.408 người.
Quận Wilson được đặt tên theo James Charles Wilson. Quận này thuộc Vùng thống kê đô thị San Antonio.
Theo US Census Bureau, quận có tổng diện tích 809 dặm vuông (2.094 km ²), trong đó, 807 dặm vuông (2.090 km ²) là đất và 2 dặm vuông (4 km ²) của nó (0,20%) là mặt nước nước.